# Thon (rivière)
Pour les articles homonymes, voir Thon (homonymie) et Ton.
Le Ton (anciennement orthographié Thon) est une abondante mais petite rivière française, affluent de l'Oise (rive gauche), et donc sous-affluent de la Seine. Il traverse les départements des Ardennes et surtout de l'Aisne. C'est la rivière centrale de la Thiérache.

## Géographie
Le bassin versant du Ton est totalement situé en Thiérache dans les départements des Ardennes et de l'Aisne, région aux précipitations assez abondantes. Le Ton prend naissance à l'ouest du territoire de la commune d'Auvillers-les-Forges, localité située dans le département des Ardennes, à une quinzaine de kilomètres au sud-ouest de Rocroi, à 273 m d'altitude, et il s'appelle le ruisseau de Saint-Rémi dans cette partie haute.
Il se dirige d'emblée vers l'ouest, direction qu'il maintient grosso modo tout au long de son parcours de plus de 56 kilomètres. Il coule ainsi plus ou moins parallèlement au cours supérieur de l'Oise, elle aussi orientée franchement vers l'ouest dans la région.
Son confluent avec l'Oise se situe à Étréaupont, localité du département de l'Aisne, à huit kilomètres au nord de Vervins, à 123 m d'altitude.

### Communes et cantons traversés
Dans les deux départements des Ardennes et de l'Aisne, le Ton traverse quinze communes, et six cantons :
- dans le sens amont vers aval :
- Département des Ardennes : Auvillers-les-Forges, Neuville-lez-Beaulieu, Antheny, Bossus-lès-Rumigny, Hannappes.

- Département de l'Aisne : Logny-lès-Aubenton, Aubenton, Leuze, Martigny, Bucilly, Éparcy, La Hérie, Origny-en-Thiérache, La Bouteille et Étréaupont.

Soit en termes de cantons, le Ton prend source dans le canton de Signy-le-Petit, traverse les canton de Rumigny, l'ancien canton d'Aubenton, canton d'Hirson, canton de Vervins et conflue sur le canton de La Capelle.

### Bassin versant

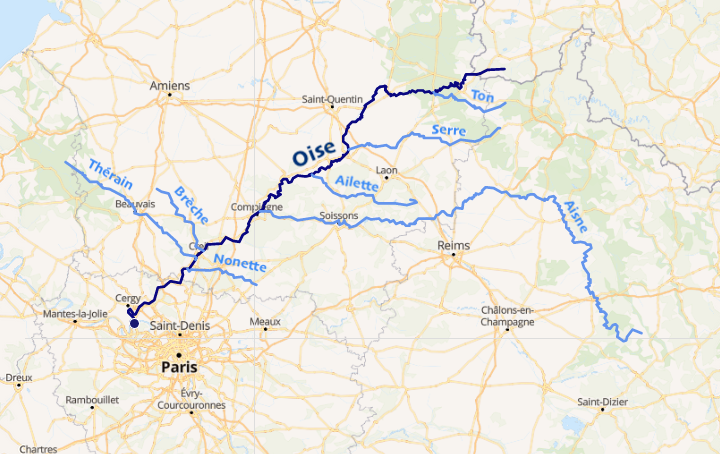
Positionnement du Ton en rive gauche dans le bassin de l'Oise.

Le Ton traverse une seule zone hydrographique : « Le Ton de sa source au confluent de l'Oise (exclu) » (H003) de 294 km2. Ce bassin versant est constitué à 83,42 % de « territoires agricoles », à 13,14 % de « forêts et milieux semi-naturels », à 3,17 % de « territoires artificialisés »

### Organisme gestionnaire
L'organisme gestionnaire est le SIABOA ou syndicat intercommunal pour la gestion du bassin versant de l'Oise Amont, créé le 26 mars 1981, de structure juridique SIVU, et sis à Étréaupont.

## Affluents
Le Ton a douze affluents référencés : en fait neuf et trois bras :
- l'Orvaux (rd), 3,2 km, sur les quatre communes d'Antheny, Champlin, Neuville-lez-Beaulieu, Tarzy.

- L'Aube (rg) 18,2 km sur huit communes avec cinq affluents qui conflue à Hannappes de rang de Strahler trois.

- le Ruisseau du Moulin de Mont Saint-Jean (rg), 5,1 km, sur les trois communes d'Aubenton, Mont-Saint-Jean, Logny-lès-Aubenton.
- deux bras du Ton, (donc défluent et affluent), l'un 0,7 km sur la commune d'Aubenton[notes 2] et l'autre 0,9 km sur la commune de Martigny.

- Le Goujon (rg), 13,2 km, sur les cinq communes d'Aubenton (source), Iviers, Beaumé, Besmont, et Martigny (confluence)[notes 3].

- la Jacotte (rg), 2,7 km, sur les trois communes de Bucilly, Landouzy-la-Ville, Éparcy avec un affluent :
  - le ruisseau de la Fontaine du Frêne (rd), 2,7 km, sur les trois communes de Bucilly, Landouzy-la-Ville, Éparcy.
- le Ruisseau de la Bachelotte (rd), 1,1 km, sur les deux communes de La Hérie, Éparcy.
- La Petite Rivière (rg), 2,3 km, sur les trois communes de La Hérie, Landouzy-la-Ville, Éparcy avec un affluent :
  - le Ruisseau du Marais (rg) 1,5 km, sur les trois communes de La Hérie, Landouzy-la-Ville, Éparcy
- un bras du Ton (rg), 0,4 km, sur la seule commune d'Étréaupont près du lieu-dit Foigny[notes 4].
- Le ruisseau des Fontaines Daubenton (rg), 2,4 km, sur les trois communes de La Bouteille, Fontaine-lès-Vervins, Étréaupont avec un affluent :
  - le ruisseau des Faux Jardins (rg), 1,5 km, sur les deux communes de La Bouteille, Étréaupont.
- Le Cavin (rg), 1,4 km, sur la seule commune d'Étréaupont.

### Rang de Strahler
Donc le rang de Strahler est de quatre.

## Hydrologie

### Le Ton à Origny-en-Thiérache
Son débit a été observé sur une période de 42 ans (1967-2008), au niveau d'Origny-en-Thiérache, localité située dans le département de l'Aisne à peu de distance de son confluent.
Le module du Ton est de 3,71 m3/s.
La rivière présente des fluctuations saisonnières de débit, avec des crues d'hiver portant le débit mensuel moyen entre 5,27 et 6,50 m3/s, de décembre à mars inclus (maximum en février), et des maigres de fin d'été, en août-septembre, avec une chute du débit moyen mensuel jusqu'à 1,58 m3/s au mois de septembre, ce qui reste appréciable.

### Étiage ou basses eaux
En période d'étiage, le VCN3 peut chuter jusque 0,75 m3/s, en cas de quinquennale sèche, ce qui est loin d'être sévère.

### Crues
D'autre part, les crues peuvent être assez importantes. Les QIX 2 et QIX 5 valent respectivement 31 et 40 m3/s. Le QIX 10 est de 46 m3/s, et le QIX 20 de 52 m3/s. Quant au QIX 50, il se monte à 78 m3/s. Ceci implique que tous les deux ans, il y ait en moyenne une crue de l'ordre de 31 m3/s, et tous les dix ans, une crue de 46 m3/s.
Toujours à Origny-en-Thiérache, le débit instantané maximal enregistré a été de 54,8 m3/s le 1er décembre 1993, tandis que la valeur journalière maximale était de 46 m3/s le 21 décembre de la même année. En comparant ce débit instantané avec les valeurs des QIX exposées plus haut, il apparaît que cette crue était d'ordre vicennal et donc pas du tout exceptionnelle.

### Lame d'eau et débit spécifique
Le Ton est bien alimenté par les précipitations abondantes de la Thiérache. La lame d'eau écoulée dans son bassin versant est de 455 millimètres annuellement ce qui est assez élevé, nettement supérieur à la moyenne d'ensemble de la France, et surtout nettement plus que celle de l'ensemble du bassin de la Seine (plus ou moins 220 à 240 millimètres par an). Le débit spécifique ou Qsp se monte ainsi à 14,4 litres par seconde et par kilomètre carré de bassin.

## Aménagements et écologie

### Curiosités - Tourisme - Patrimoine

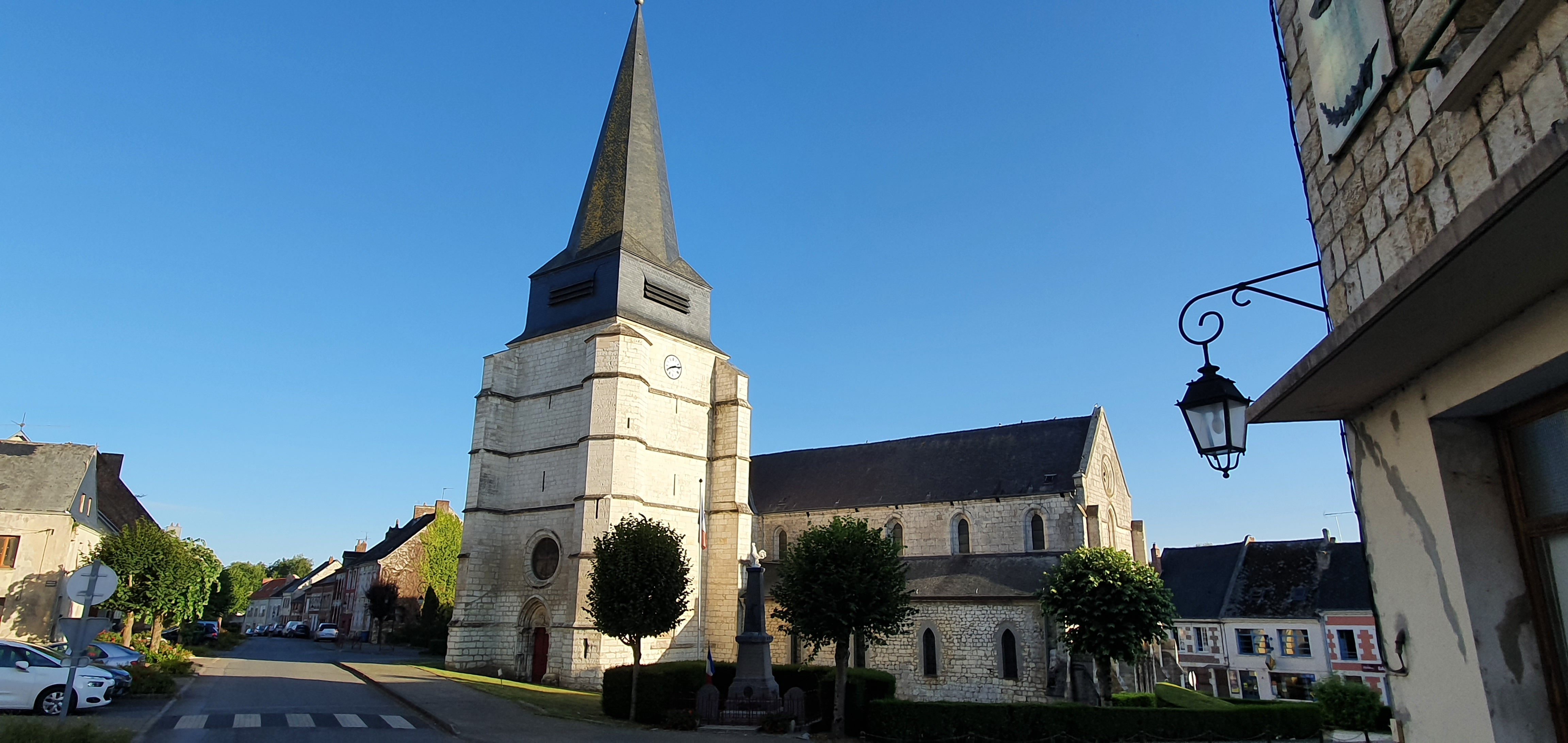
L'église fortifiée d'Aubenton vue depuis l'angle de la maison natale de Jean Mermoz.

- Antheny : château de Fontenelle du XVIIe siècle. Église fortifiée du XIIIe siècle, avec clocher fortifié (village plusieurs fois ravagé par les Espagnols au début du XVIIe siècle). Maisons des XVIe et XVIIe siècles à mâchicoulis. Chasse, pêche.

- Bossus-lès-Rumigny : église fortifiée du XVIe siècle.

- Hannappes : église romane du XIIe siècle (Monument Historique) avec chaire et poutre de gloire du XVIIIe, et cuve baptismale du XIIe siècle. Vallées de l'Aube et du Thon. Bois.

- Aubenton : l'aviateur Jean Mermoz nait en 1901 juste en face de l'église Notre-Dame, dont le clocher est fortifié, classée monument historique (1994). Son orgue de tribune (classé) provient de l'ancienne abbaye de Bucilly et y aurait été réalisé par le facteur Alexandre Thierry.

- Bucilly : l'église paroissiale Saint-Pierre n'est pas l'ancienne abbatiale de l'abbaye des prémontrés, détruite à la Révolution. Il subsiste cependant l'étable des prémontrés du XVIIIe siècle, lavoirs, moulins. Bois des Huttes. Chasse, pêche, cyclotourisme.

- La Hérie : site de l'agglomération gallo-romaine de Terva, voie romaine. Église fortifiée Saint-Pierre du XVIe siècle, deux tours circulaires entourant la nef, mâchicoulis, meurtrières.

- Origny-en-Thiérache : église fortifiée Saint-Cyr et Sainte-Julitte des XIIe et XIIIe siècles, fortifiée au XVIe siècle ; façade entourée de deux tours circulaires (Monument Historique). Chasse et pêche.

- La Bouteille : menhir remarquable de la Haute-Bonde (Monument Historique). Ferme fortifiée de la Cense d'Aubenton des XVIe et XVIIe siècles avec donjon et logis du XVIIe siècle. Belle église fortifiée Notre-Dame du XVIe siècle avec quatre tourelles d'angle circulaires (inscrite Monument Historique). Vallée du Dion et bois de Foigny. Pêche, randonnées.

- Étréaupont : vestiges gallo-romains et traces de voie romaine Bavay-Reims. Cimetière mérovingien. Église Saint-Martin romane avec portail provenant de l'abbaye de Foigny. Vallée des Cerfs : parc de 75 hectares peuplé de cerfs et de biches. Pêche, canoë-kayak, camping.